# Успенський монастир (Бахчисарай)
Успенський Анастасіївський чоловічий монастир УПЦ (МП) — діючий монастир поблизу Бахчисарая, на шляху від останнього до печерного міста Чуфут-Кале. Монастир розташований на вертикальній  кам'яній стіні.

## Загальний опис

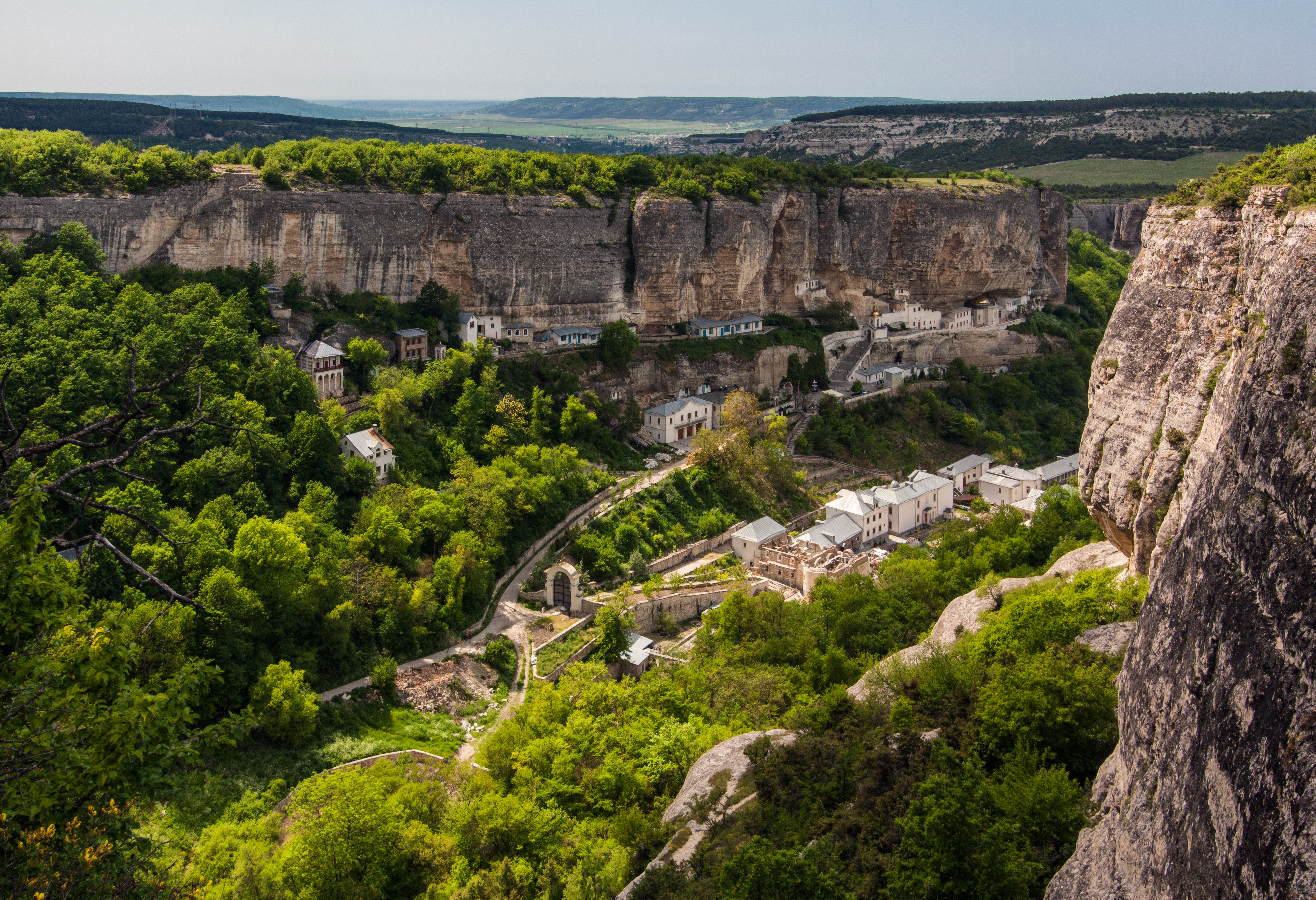
Панорама території Успенського печерного монастиря

Один з найвідоміших печерних монастирів, який виник наприкінці VIII ст. поблизу Бахчисараю. Являє собою незахищене поселення, в якому підземна церква, житлові й господарчі печери доповнюються наземними будівлями монастиря. Кілька разів перебудовувався та змінював свій зовнішній вигляд.
Широкі сходи, що йдуть від дороги, поступово заглиблюються в гірський масив і прямують на майданчик другого ярусу. Звідси вужчі сходи виводять у головну Успенську церкву, споруджену в прямовисній скелі. Просторий світлий зал склепінчастої форми прикрашений колонами й розписами. У стінах прорубані вікна, з яких відкривається вид на ущелину, де колись було грецьке поселення Маріамполь (у XVIII ст. російський уряд домігся від Кримського ханства переселення місцевих християн у Північне Приазов'я, де вони заснували місто Маріуполь).
В XV ст. Успенський монастир став центром православ'я в Криму, резиденцією митрополита. Іноді татари дозволяли полоненим християнам брати участь у богослужіннях монастиря.
Після переселення християн з Криму монастир спорожнів і був частково зруйнований[джерело не вказане 796 днів]. Відновлений у середині XIX ст. Під час героїчної оборони Севастополя (1854—1855 рр.) в його печерах були влаштовані палати шпиталю. Успенський монастир був ліквідований у 1921 році.

## Історія розвитку
Точна дата виникнення монастиря невідома. Але археологічні дослідження[джерело не вказане 796 днів] відносять християнські поселення в долинах біля монастиря до VI ст., тоді ж, імовірно, виник і Успенський монастир. На той час йшла епоха іконоборства в Візантії, поклоніння іконам переслідувалося як єресь. За наказами влади руйнувалися церкви з розписами, ікони знищувалися. Монахи були змушені оселятися в дальніх закутках країни, в тому числі в Криму було побудовано багато[джерело не вказане 796 днів] монастирів.
Перша будівля — Успенська церква — належить до VIII ст. Збереглися келії в скелях, фонтан, будинок настоятеля.
Після захвату турками Криму в 1475 р. Успенський монастир став резиденцією митрополита в ханстві. Монастир був вшанований не тільки християнами, а і мусульманами. Відомо, що засновник династії Гірєєв просив допомоги у Пресвятої Богородиці[джерело не вказане 796 днів]. На богослужіннях були присутні російські посли, які приїжджали до хана. Росія через Успенський монастир хотіла розповсюджувати свій вплив, тому і не шкодувала грамот (від Федора Іоановича та Бориса Годунова) та коштів. Напроти Успенського монастиря можна побачити залишки будинків, видовбаних печер, сходів. Саме звідси в 1778 р. греки-християни, жителі Мариамполя, були переселені до Приазов'я, де заснували місто Маріуполь.
У 1778 р. російським урядом основна частина християн була переселена з Криму у Приазов'я, внаслідок чого монастир спорожнів, там залишився всього один монах[джерело не вказане 796 днів]. В 1783 р. Крим стає частиною Російської імперії. 1818 року Успенський монастир відвідав цар Олександр І[джерело не вказане 796 днів].
15 серпня 1850 р. відбувається урочисте відкриття Успенського монастиря — повторне. Під час першої героїчної оборони Севастополя 1854—1855 років у келіях, гостинному будинку й інших будівлях монастиря розміщався офіцерський шпиталь. Померлих від ран ховали напроти скиту знизу.
В наступні кілька десятиліть тут вирубуються нові келії, облаштовуються старі, а також будуються три церкви. Скелі розписують образами святих. Кількість ченців зросла до 30 осіб, а храмів — до п'яти. Найдавнішим з них був власне Успенський, на половині висоти скелі. Ще були: церква св. Марка, теж печерна (1859 р.), св. Костянтина і Олени (1857 р.), на протилежному боці ущелини — храм Юрія-Змієборця (1875 р.). На нижньому майданчику при дорозі на Чуфут-Кале будують в 1896 р. храм Інокентія Іркутського.
Після революції монастир був розграбований, ченці розстріляні[джерело не вказане 796 днів]. Більшовики вивезли багато цінних ікон та золота. Остаточно Успенський скит закритий у 1921 році. Під час Другої світової війни тут розміщався військовий шпиталь. Зліва від дороги на території монастиря розташована братська могила радянських воїнів. Після депортації кримських татар у 1944 р. на території монастиря був розміщений психоневрологічний диспансер.
Зараз це пам'ятка історії й архітектури. У 1993 р. повернутий православній церкві. Зараз монастир діючий, але монахів мало[скільки?]. Зведена надбрамна капличка, ведуться ремонтні роботи. Сама Успенська церква маленька, невисокі стелі, площа велика, але поділена на дві частини стрічкою, яку не можна переступати.

## Галерея

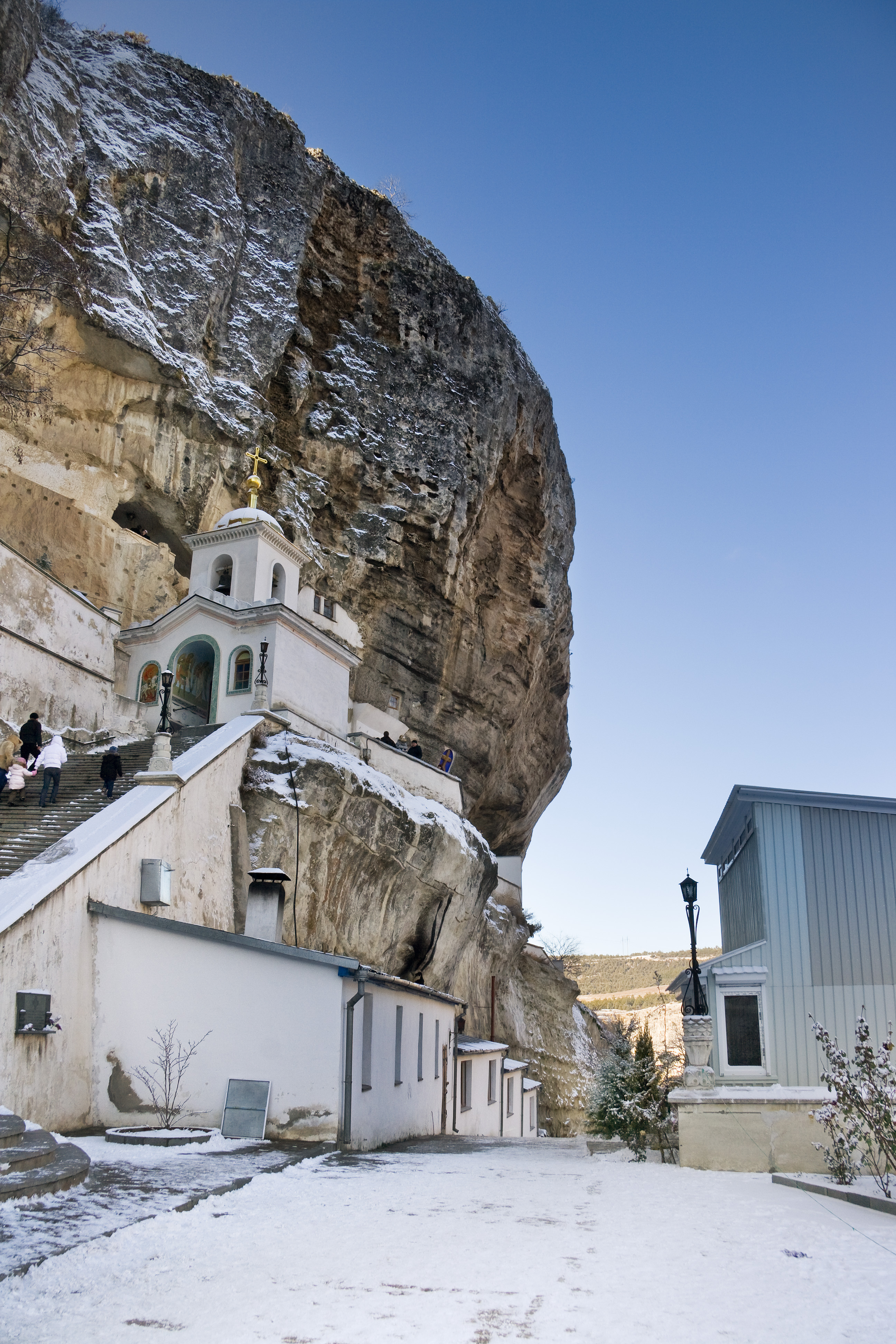
Одна з дзвіниць
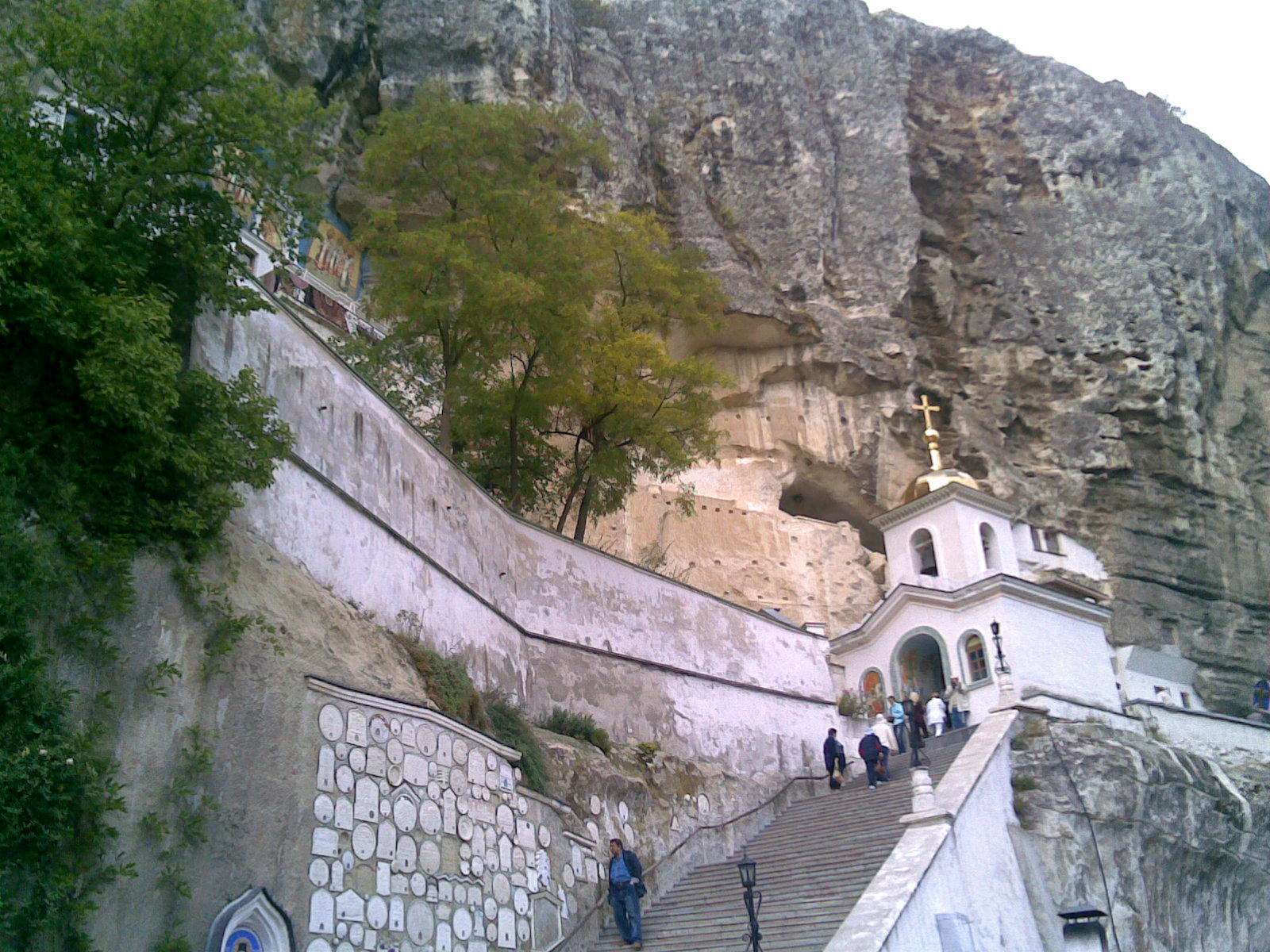
Дзвіниця серед величезних скель
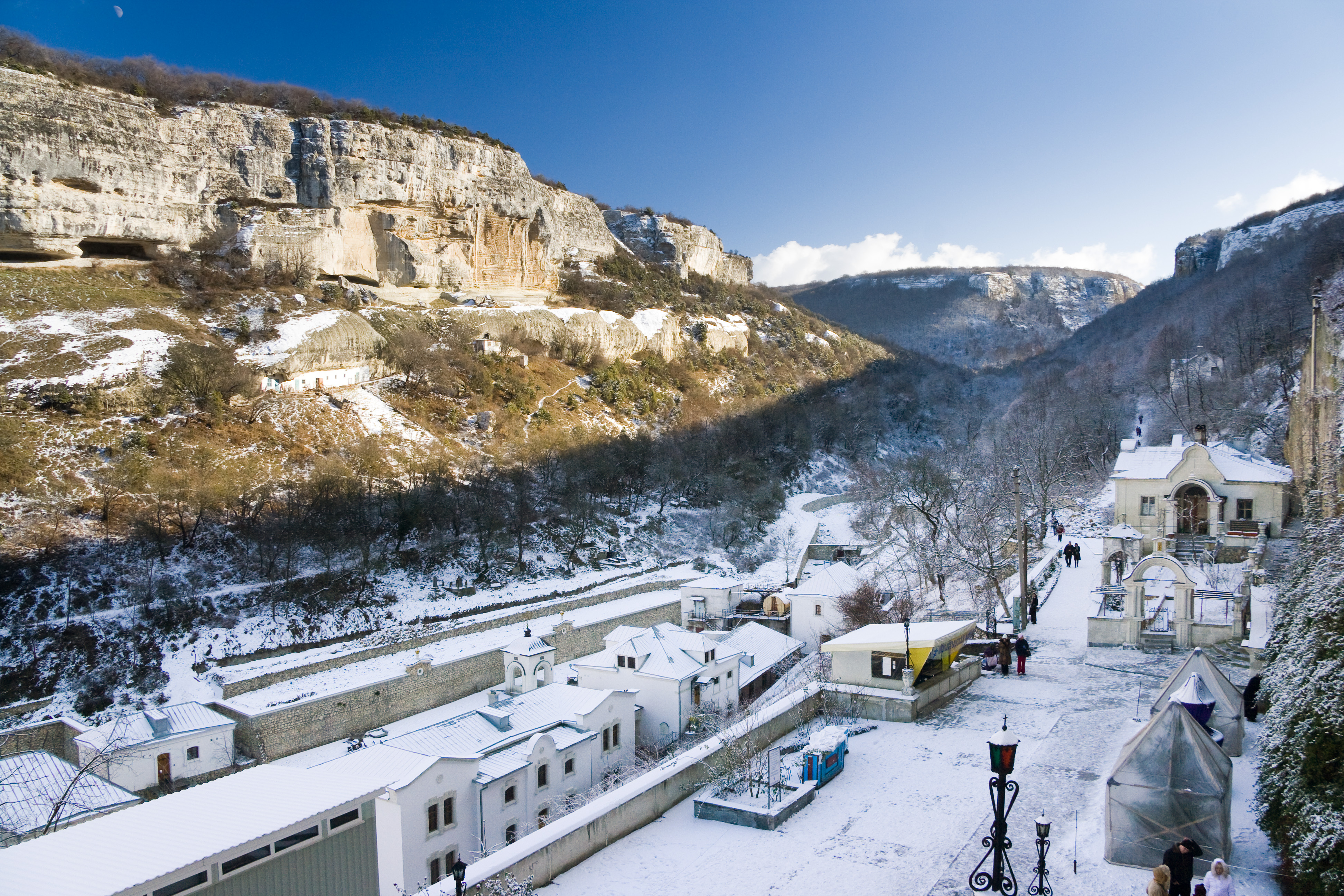
Територія монастиру та природа, що його оточує.
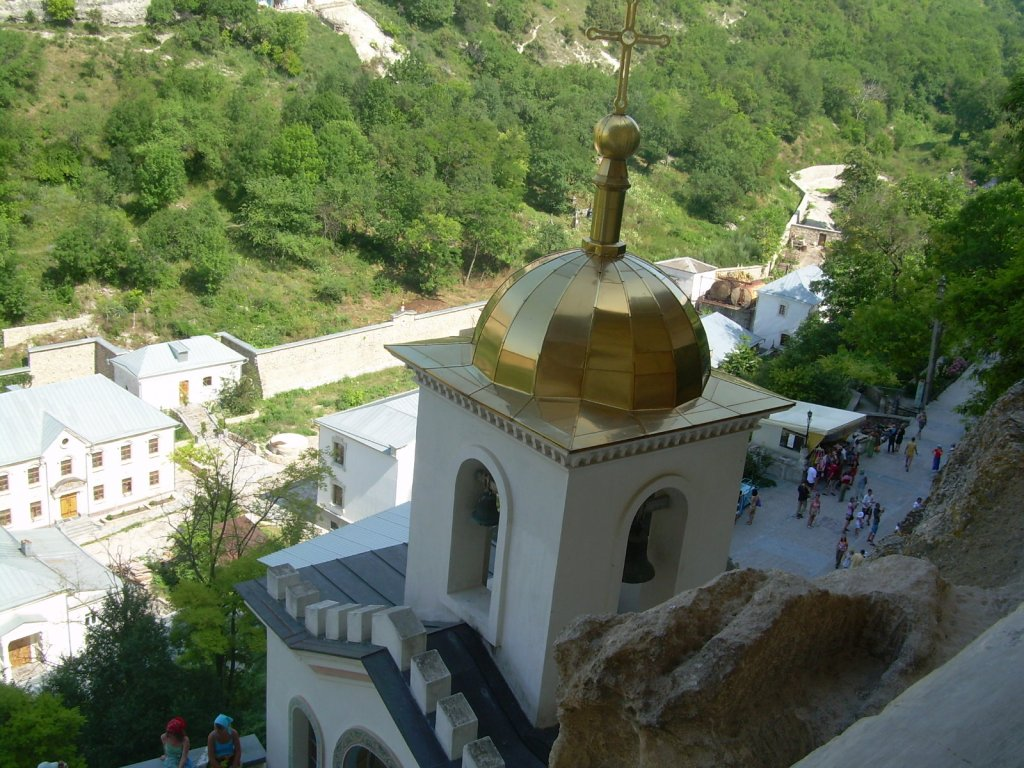
Вигляд на дзвіницю зверху